# Felsőpakony
Felsőpakony é uma vila da Hungria, situada no condado de Peste. Tem 15,33 km² de área e sua população em 2019 foi estimada em 3.536 habitantes.